# Karl Hirzel
Karl Christian Friedrich Hirzel (* 10. Mai 1808 in Künzelsau; † 12. April 1874 in Stuttgart) war ein deutscher klassischer Philologe.

## Leben
Nach dem Studium der Klassischen Altertumswissenschaften am Predigerseminar in Urach und der Universität Tübingen wurde Hirzel 1834 Repetent am evangelisch-theologischen Seminar zu Tübingen. 1835 ging er als Rektor an die Lateinschule zu Nürtingen. 1845 wechselte er ans Seminar zu Maulbronn und wurde zum Professor ernannt. 
Mit einer Beförderung zum Oberstudienrat zog Hirzel 1852 nach Stuttgart und arbeitete am Königlichen Gymnasium. Nach dem Tod des Professors Ernst Christian Walz wurde Hirzel 1857 auf einen der beiden Lehrstühle für Klassische Philologie an die Universität Tübingen berufen und zum Ersten Vorsitzenden des Seminars für Klassische Philologie ernannt. 1864 ging er als Rektor zurück an das Gymnasium in Tübingen. 1868 erhielt er das Ritterkreuz I. Klasse des Württembergischen Friedrichsordens. Er blieb an der Universität Tübingen als außerordentlicher Professor tätig.
Hirzel bemühte sich zeit seines Lebens um die Hebung des Schulwesens im württembergischen Beamtentum. Für die von August Ludwig Reyscher herausgegebene  Vollständige, historisch und kritisch bearbeitete Sammlung der Württembergischen Gesetze redigierte Hirzel den 11. Band (Tübingen 1847), der die Gesetze für Mittel- und Fachschulen enthält, und ergänzte ihn mit einer Geschichte des höheren Schulwesens in Württemberg.

## Veröffentlichungen
- Die Classiker in den niederen Gelehrtenschulen. Zu Würdigung der Schrift von Dr. Eyth: "Classiker und Bibel in den niederen Gelehrtenschulen". Imle u. Liesching, Stuttgart 1838.
- Die Ansprüche des höheren Lehrstandes in Württemberg auf volle Theilnahme an den Berechtigungen des Staatsdienstes. Beck & Fränkel, Stuttgart 1841.
- Grundzüge zu einer Geschichte der classischen Philologie. Tübingen 1862 (2. Aufl. 1873).
- Über die Tendenz des Agricola con Tacitus. Laupp, Tübingen 1871.
- Vorlesungen über Gymnasialpädagogik. Hrsg. von Karl Hirzel. Heckenhauer, Tübingen 1876.